# Brakøyna
Brakøyna, est une île dans le landskap Sunnhordland du comté de Vestland. Elle appartient administrativement à Lindås.

## Géographie
Rocheuse et couverte d'arbres, elle s'étend sur environ 1,7 km de longueur pour une largeur approximative de 840 m. Elle compte quelques bâtiments et est traversée par une route. 